# William Bell (fotografo)
William H. Bell (Liverpool, 1830 – Filadelfia, 28 gennaio 1910) è stato un fotografo statunitense, di origini britanniche.
Viene ricordato soprattutto per le fotografie che documentano le malattie in tempo di guerra e le ferite da combattimento. Molte di queste immagini furono pubblicate nel libro di medicina Medical and Surgical History of the War of the Rebellion, così come le sue fotografie dei paesaggi dell'Ovest scattate nell'ambito della spedizione di George Wheeler nel 1872. Nei suoi ultimi anni scrisse su svariate riviste fotografiche, pubblicando articoli su diverse tecniche e processi fotografici fra cui quello con lastra asciutta, che venne comunemente usata nel 1879-80, la quale non solo semplificò la tecnica fotografica, ma fu una vera e propria rivoluzione delle stesse fotocamere, riducendone peso, volume e attrezzatura, ma al tempo stesso fornendo moteriali sensibili per soggetti in movimento.

## Biografia
Bell emigrò da bambino verso gli Stati Uniti con i suoi genitori. Dopo la loro morte a causa di una pandemia di colera, fu allevato da una famiglia di quaccheri ad Abington, Pennsylvania, non lontano da Filadelfia. Nel 1846, con lo scoppio della guerra messico-statunitense, Bell raggiunse la Louisiana e si unì al sesto reggimento della fanteria. 

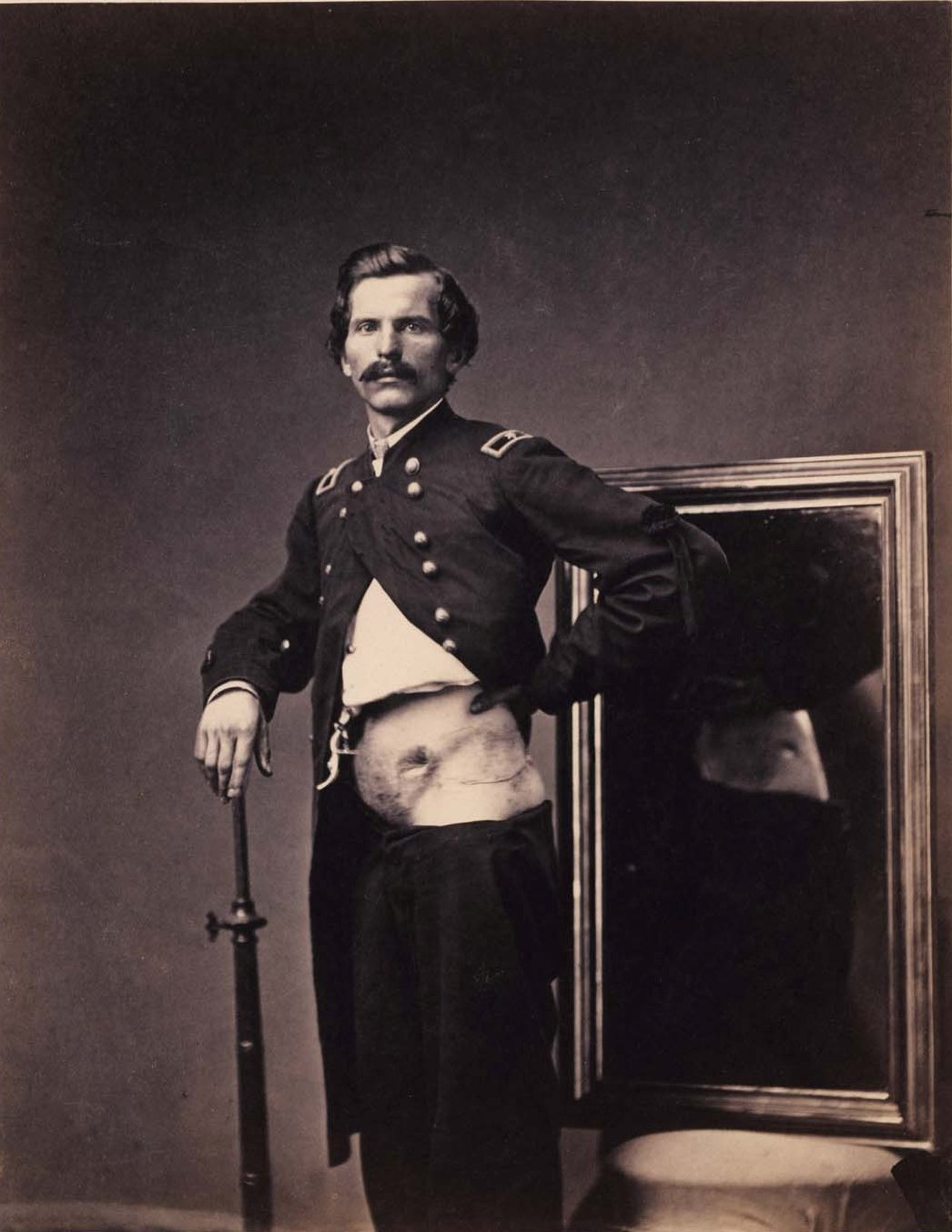
Fotografia di Bell che ritrae il Maggiore H.A. Barnum, con una grave ferita d'arma da fuoco, 1865.

Dopo la fine della guerra nel 1848, Bell ritornò a Filadelfia e cominciò a lavorare nello studio di dagherrotipi di suo genero, John Keenan. Nel 1852 aprì il suo studio personale a Chestnut Street, e da quel momento svolse questo lavoro nella periferia di Filadelfia per il resto della sua vita. Nel 1862, a seguito dello scoppio della Guerra Civile, Bell si arruolò nel Primo Reggimento dei volontari della Pennsylvania, e prese parte alle battaglie di Antietam e Gettysburg. 
Dopo la guerra, Bell fu assunto dall’Army Medical Museum (divenuto National Museum of Health and Medicine) di Washington, come capo fotografo. Impiegò la maggior parte del 1865 fotografando soldati con varie malattie, ferite e amputazioni. Molte di queste immagini furono pubblicate nel libro Medical and Surgical History of the War of the Rebellion. Fece anche ritratti ai dignitari che visitavano il museo e fotografò i campi di battaglia della Guerra di Secessione. Nel 1867, ritornò a Filadelfia, dove acquistò lo studio di James McClees (1821-1887).
Nel 1872 Bell sostituì il fotografo Timothy H. O’Sullivan nella spedizione di George Wheeler che si occupava di censire le terre americane a ovest del centesimo meridiano. Durante la spedizione, utilizzò fotocamere a largo formato e stereoscopiche, e fotografò diversi paesaggi di aree relativamente inesplorate del bacino del fiume Colorado in Utah e Arizona. Sperimentò in questo frangente il processo a lastra asciutta, di cui sarebbe poi diventato un esperto.
Dopo la spedizione, Bell ritornò nel suo studio a Filadelfia e esibì il suo lavoro alla Esposizione Centennale del 1876. Dopo la mostra, vendette il suo studio a suo genero, William H. Rau. Nel 1882, Bell fu assunto dalla Marina Militare Americana come fotografo per la spedizione Transit of Venus. Durante il viaggio verso la Patagonia, dove fu osservato il passaggio di Venere, Bell catturò una serie di immagini del Giardino botanico di Rio de Janeiro, in Brasile.
Bell passò gran parte dei suoi ultimi anni lavorando nello Studio e scrivendo articoli tecnici per riviste come Photographic Mosaics e Philadelphia Photographer. Viaggiò comunque in Europa nel 1892 per fotografare dipinti per la Fiera Colombiana di Chicago. Morì nella sua casa di Boston Avenue a Filadelfia dopo una lunga malattia. Non solo il genero, ma anche i due figli di Bell, Sargent e Louisa furono fotografi molto attivi; l’altro figlio, Henry, lavorò come incisore.

## Attività

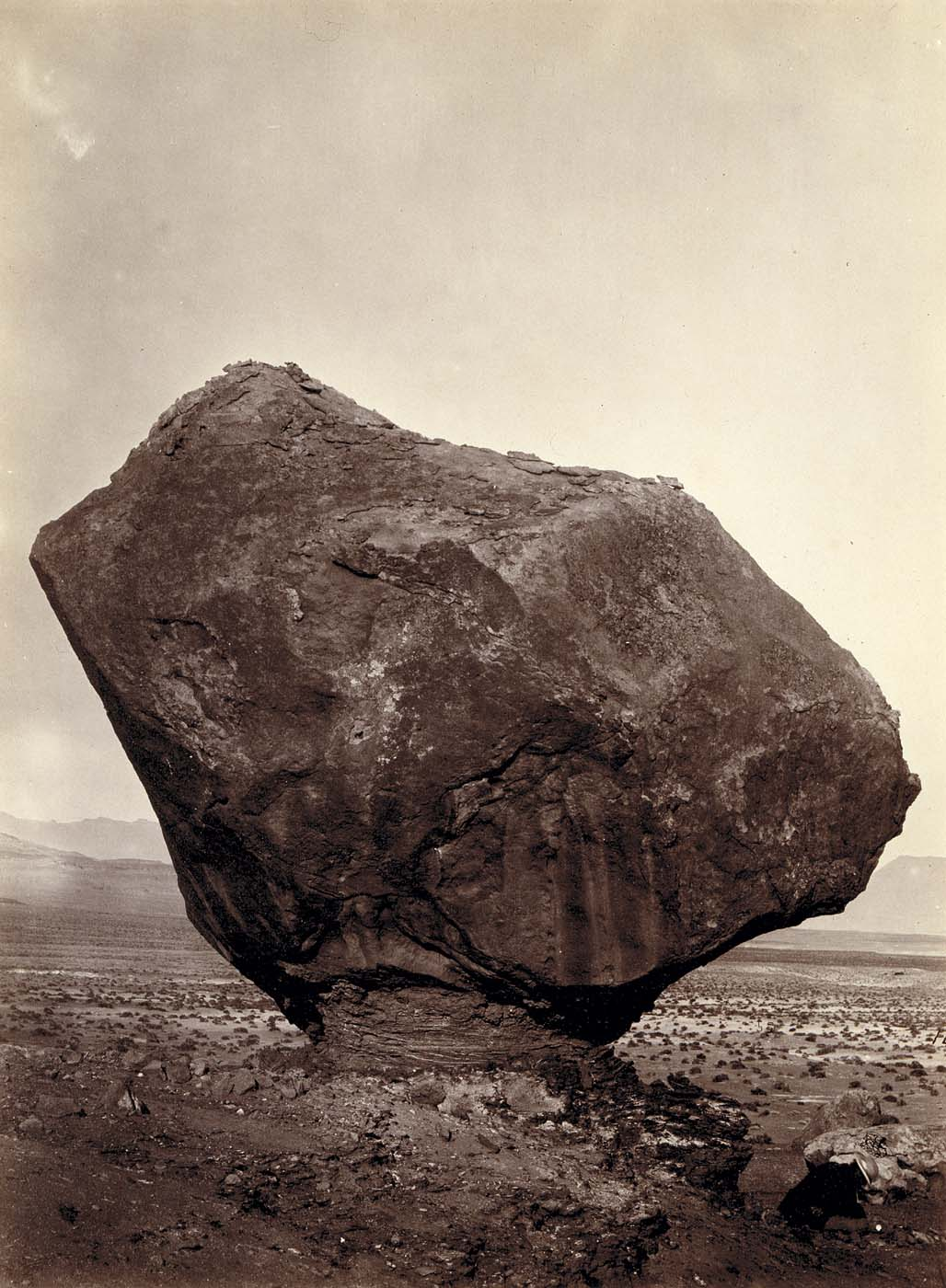
Una roccia a Rocker Creek, Arizona, 1872.

Nella sua carriera, Bell utilizzò tutti i più conosciuti processi fotografici del tempo, inclusi il dagherrotipo, lo sviluppo al collodio, la stampa all'albume, la stereoscopia, e i primi film. Era considerato un pioniere della lastra asciutta e dei processi per la creazione di vetri da proiezione per lanterna magica. Sperimentò per la fotografia notturna, il filo di magnesio per l’illuminazione. Scrisse articoli tecnici su argomenti come le emulsioni di gelatina, l’uso del pirogallolo per recuperare l’oro dagli scarti di lavorazione, e lo sviluppo delle lastre isocromatiche.
Per le sue foto della spedizione di Wheeler, Bell usò due fotocamere – un grande banco ottico (280mm x 200 mm) per i paesaggi e una largo formato (200mm x 130mm) per le stereoscopie. Usò procedimenti al collodio, sia bagnati che asciutti, e le sue fotografie sono caratterizzate da un primo piano scuro con elementi che diventano sempre più illuminati man mano che aumenta la distanza. I monumenti e luoghi più importanti fotografati da Bell includono il Grand Canyon, il Marble Canyon, il fiume Paria (affluente del Colorado); nello Utah, il Monte Nebo e i primordi dell’insediamento mormone di Mona.
Il lavoro di Bell fu esposto alla Fiera mondiale di Vienna e alla Louisville Industrial Exposition nel 1873, e alla Esposizione Centennale nel 1876. Le sue fotografie sono ora incluse nelle collezioni dello Smithsonian, il National Museum of Health and Medicine, la Biblioteca del Congresso, e la George Eastman House.

## Galleria d'immagini

Alcune fotografie paesaggistiche di William Bell
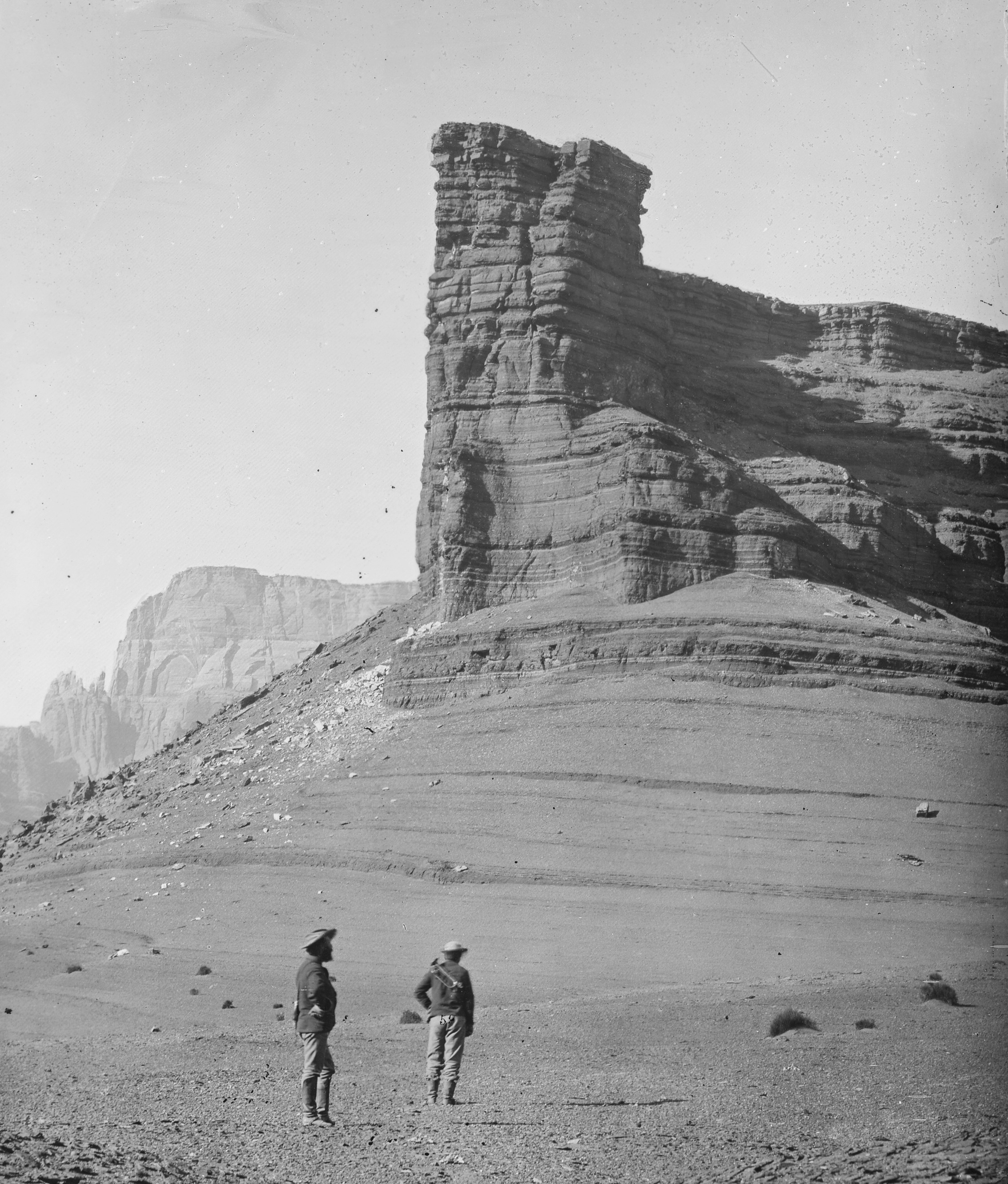
Formazioni montuose in Arizona vicino al fiume Paria, affluente del Colorado.
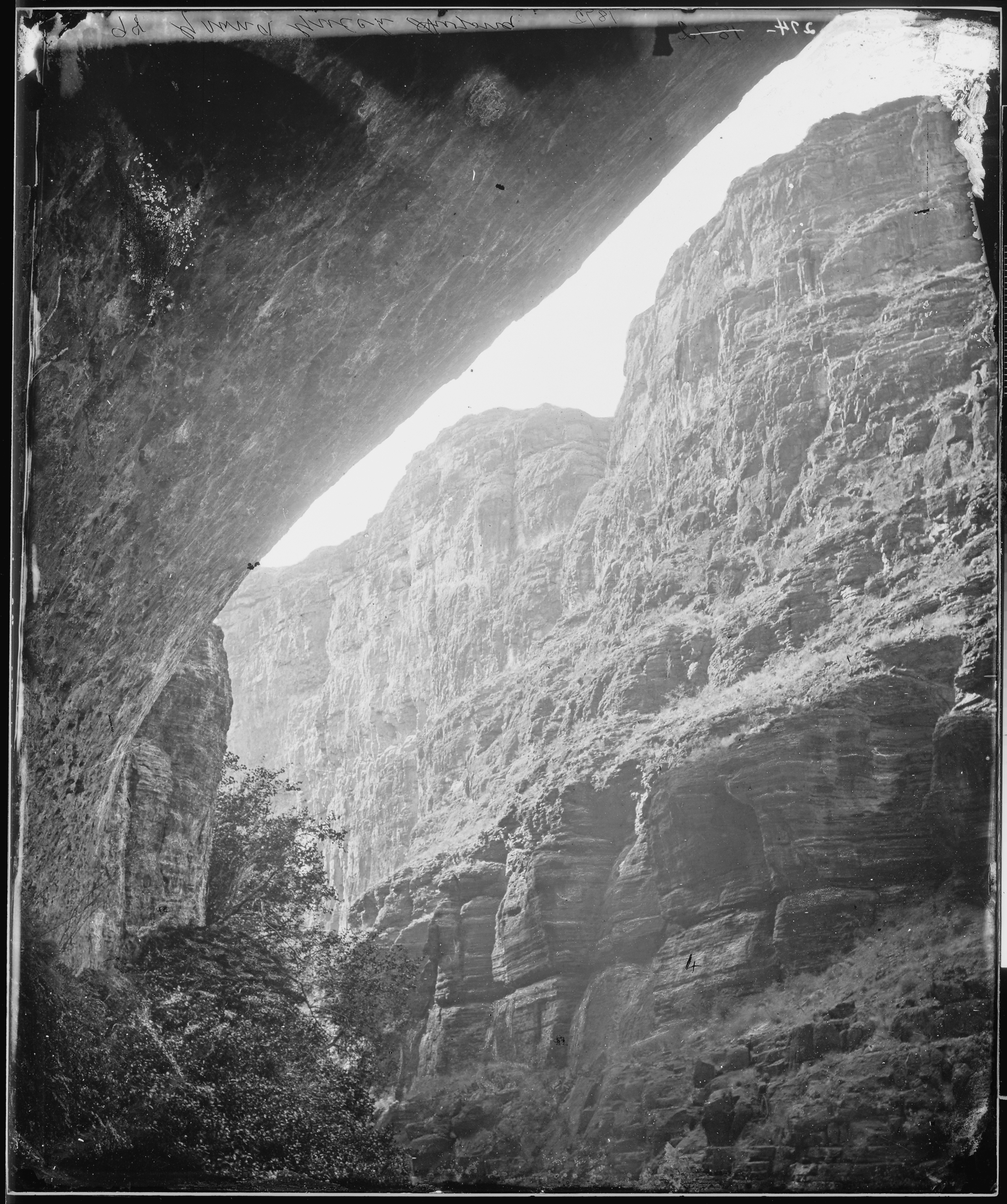
Canyon di Kanab in Arizona.
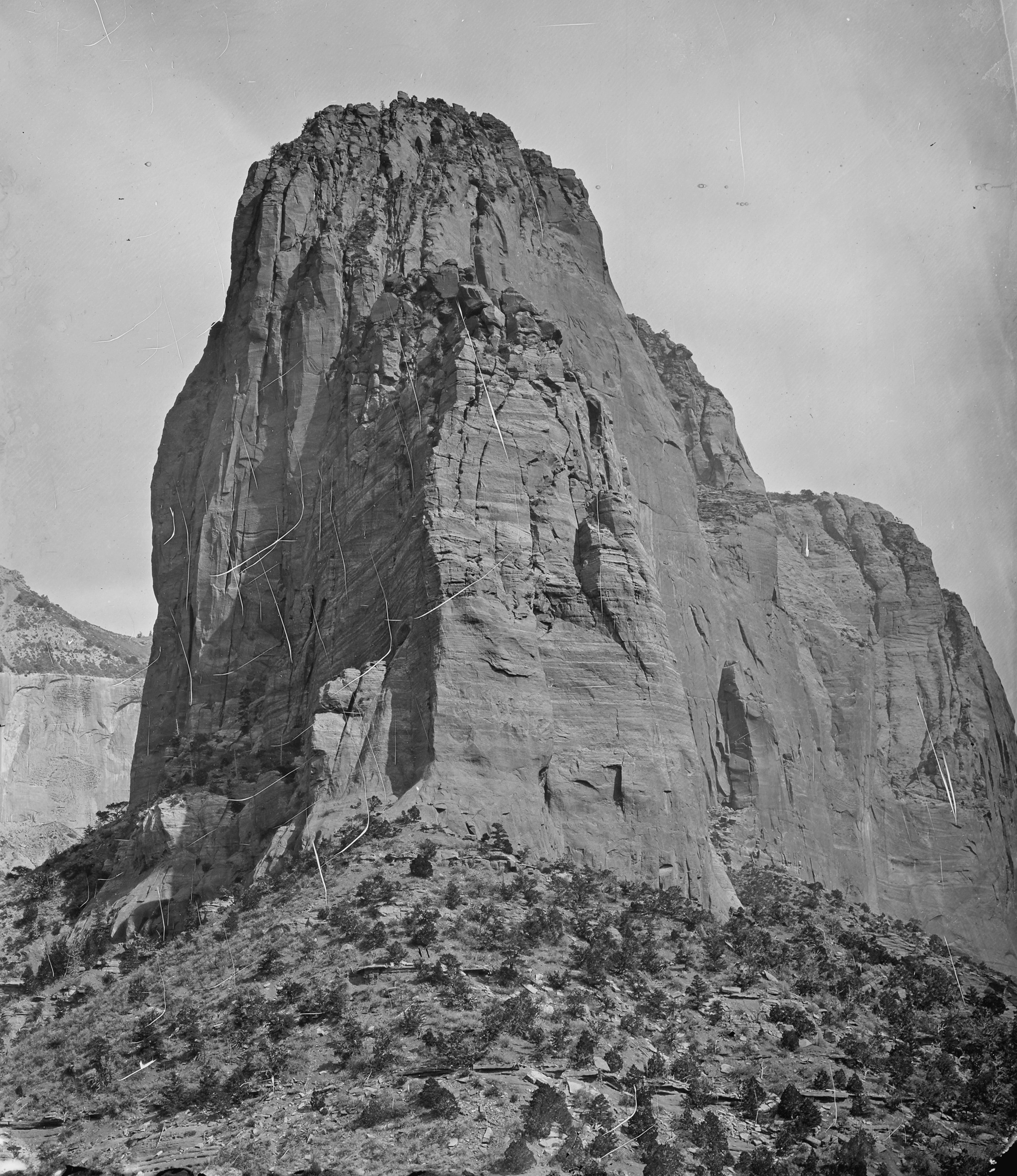
Canyon di Taylor's Creek, nello Utah.
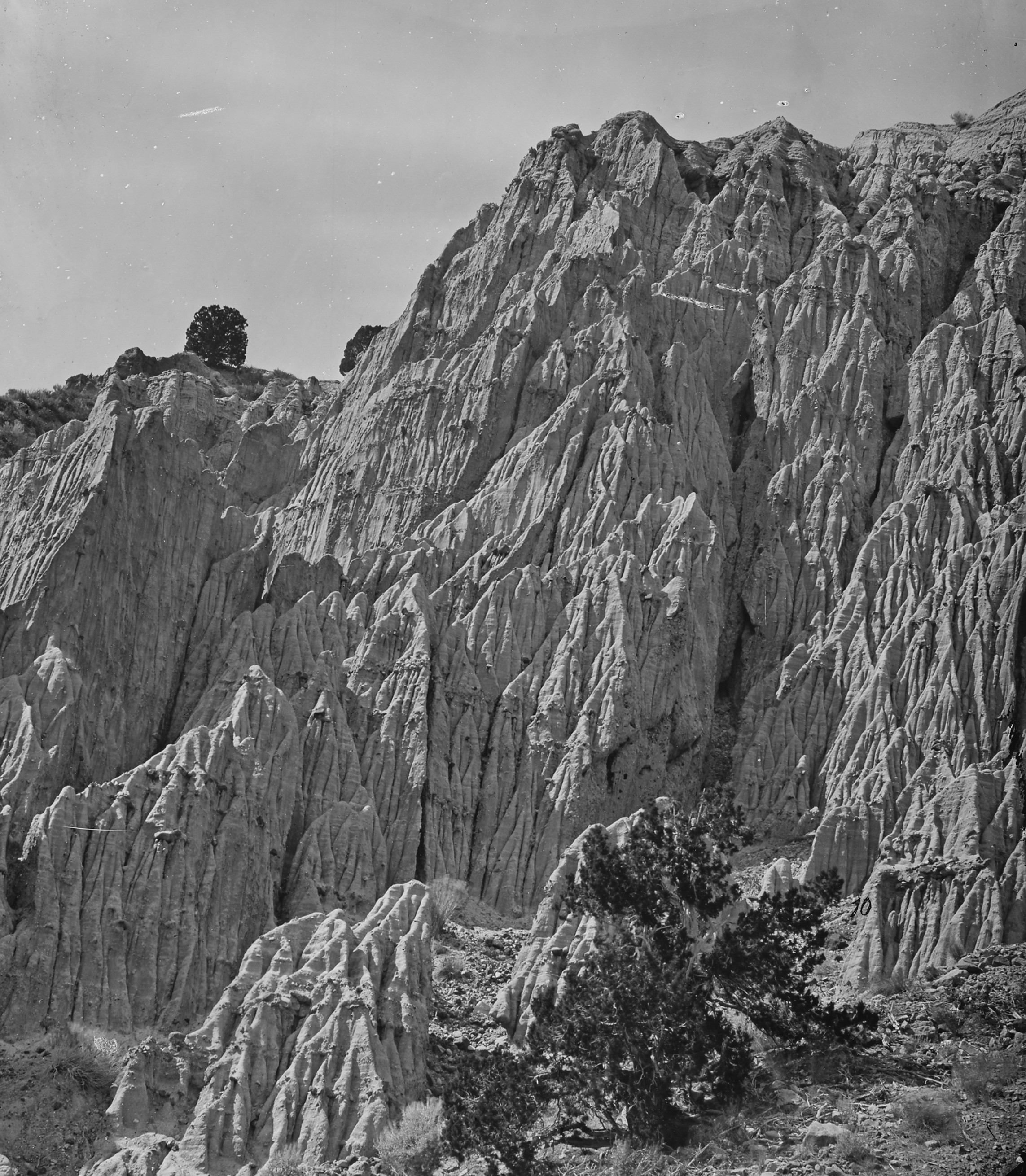
Canyon di Salt Creek, Utah.
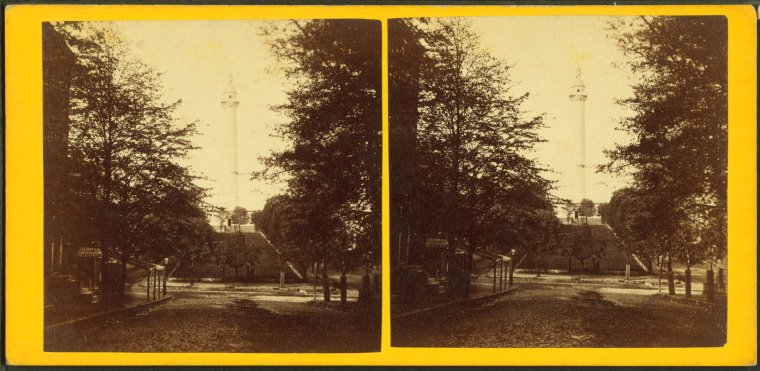
Monumento a Washington, Baltimora, stereoscopia.